# Titularbistum Ausuaga
Ausuaga ist ein Titularbistum der römisch-katholischen Kirche.
Es geht zurück auf einen untergegangenen Bischofssitz in der gleichnamigen antiken Stadt, die in der römischen Provinz Africa proconsularis (heute nördliches Tunesien) lag. Der Bischofssitz war der Kirchenprovinz Karthago zugeordnet.
| Titularbischöfe von Ausuaga |                         |                                                                     |                 |                |
| Nr.                         | Name                    | Amt                                                                 | von             | bis            |
| 1                           | Kevin Laurence Rafferty | Weihbischof in Saint Andrews und Edinburgh (Vereinigtes Königreich) | 19. Juni 1990   | 19. April 1996 |
| 2                           | Paul-André Durocher     | Weihbischof in Sault Sainte Marie (Kanada)                          | 20. Januar 1997 | 27. April 2002 |
| 3                           | Edgardo Sarabia Juanich | Apostolischer Vikar in Taytay (Philippinen)                         | 13. Mai 2002    |                |